# Samson Mulugeta
Samson Mulugeta (14 dicembre 1983) è un calciatore etiope, difensore del Saint-George.